# PGC 1781738
LEDA/PGC 1781738 ist eine Zwerggalaxie im Sternbild Zwillinge auf der Ekliptik, die schätzungsweise 353 Millionen Lichtjahre von der Milchstraße entfernt ist. Im selben Himmelsareal befinden sich u. a. die Galaxien NGC 2492, IC 484, IC 485, IC 486.